# جانيت أرسيو
جانيت أرسيو (بالإسبانية: Janet Arceo)‏ (ولدت باسم جانيت أرسيو مالدونادو بتاريخ 30 سبتمبر 1955 في مدينة مكسيكو، المكسيك) وهي ممثلة، مذيعة، مقدمة برامج ومديرة أعمال مكسيكية.

## قائمة أفلامها
| المسلسلات، الأفلام التلفزيونية، المسرح، العروض الوثائقية | المسلسلات، الأفلام التلفزيونية، المسرح، العروض الوثائقية | المسلسلات، الأفلام التلفزيونية، المسرح، العروض الوثائقية | المسلسلات، الأفلام التلفزيونية، المسرح، العروض الوثائقية | المسلسلات، الأفلام التلفزيونية، المسرح، العروض الوثائقية |
| العام                                                    | العنوان                                                  | الدور                                                    | ملاحظات                                                  |                                                          |
| -------------------------------------------------------- | -------------------------------------------------------- | -------------------------------------------------------- | -------------------------------------------------------- | -------------------------------------------------------- |
| 1962                                                     | Atrás de las nubes                                       | نينيا                                                    | فيلم                                                     |                                                          |
| 1962                                                     | لوس فوراجيدوس                                            |                                                          | فيلم                                                     |                                                          |
| 1963                                                     | مغامرات إيرماناس X                                       |                                                          | فيلم                                                     |                                                          |
| 1973                                                     | إل شافو ديل أوتشو                                        | دونا                                                     | شاركت في الحلقة الأولى فقط                               |                                                          |
| 1980                                                     | La mujer ahora                                           | نفسها                                                    | مسلسل                                                    |                                                          |
| 1982                                                     | Juguemos على Cantar                                      | نفسها/مقدم                                               | برنامج تلفزيوني                                          |                                                          |
| 1986-88                                                  | Estrellas de los 80                                      | نفسها/مقدم                                               | برنامج تلفزيوني                                          |                                                          |
| 1997-02                                                  | Teletón                                                  | نفسها/مقدم                                               | برنامج تلفزيوني                                          |                                                          |
| 1998                                                     | ذاكرة فيفا دي سيارتوس دياس                               | نفسها                                                    | وثائقي                                                   |                                                          |
| 2001                                                     | Una vida dedicada a los medios: Homenaje a لويس Carbajo  | نفسها                                                    | وثائقي                                                   |                                                          |
| 2005                                                     | momoents olvidar: 55 años de la TV en México             | نفسها                                                    | وثائقي                                                   |                                                          |
| 2006                                                     | Aún hay más... Homenaje a Raul Velasco                   | نفسها                                                    | فيلم تلفزيوني                                            |                                                          |
| 2007                                                     | La historia detras del mito                              | نفسها                                                    | فيلم تلفزيوني                                            |                                                          |
| 2009                                                     | los monólogos de la المهبل                               | أداء مسرحي                                               |                                                          |                                                          |

## وصلات خارجية
- جانيت أرسيو على موقع IMDb (الإنجليزية)